# حبیب‌الله کشت‌زر
حبیب‌الله کشت زر (زاده ۲۶ آذر ۱۳۳۹ در شهرستان بهبهان استان خوزستان) و نمایندهٔ حوزهٔ انتخابیهٔ بهبهان و آغاجاری در دورهٔ دهم مجلس شورای اسلامی است.

## سوابق مدیریتی و اجرایی
- مدیر اجرایی طرح تعزیرات حکومتی[۱]
- معاونت اداره بازرگانی[۱]
- مسئولیت ستادهای: بسیج اقتصادی، سوخت، ازدواج، انتخابات و …
- شهردار چرام[۳][۱]
- شهردار سردشت زیدون[۴][۱]
- عضو مجمع شهرداران صلح جهانی (mayors of peace)[۵][۶]
- شهردار نمونه استان خوزستان[۱]
- عضویت در چندین کمیته و شورای تخصصی؛ شورای آموزش و پرورش، شورای هماهنگی ترافیک، کمیته برنامه‌ریزی شهرستان[۷]

## دوران نمایندگی مجلس شورای اسلامی
حبیب‌الله کشت زر در تاریخ ۱۰ اردیبهشت ۱۳۹۵ در دور دوم انتخابات دهمین دورهٔ مجلس شورای اسلامی از حوزهٔ انتخابیهٔ، بهبهان و آغاجاری از مجموع ۸۲٫۹۶۶ رأی صحیح، با کسب ۴۴٫۳۹۳ رأی صحیح در رتبهٔ اول بهبهان و آغاجاری وارد مجلس دهم شود.